# Litoria amboinensis
Litoria amboinensis é uma espécie de anfíbio anura da família Pelodryadidae.
É encontrada nas ilhas Molucas e Nova Guiné.